# Geodia pergamentacea
Geodia pergamentacea är en svampdjursart som beskrevs av Schmidt 1870. Geodia pergamentacea ingår i släktet Geodia och familjen Geodiidae. Inga underarter finns listade i Catalogue of Life.